# Valerij Podlužnyj
Valerij Vasil'evič Podlužnyj (in russo Валерий Васильевич Подлужный?, in ucraino Валерій Васильович Підлужний?, Valerij Vasyl'ovyč Pidlužnyj; Donec'k, 22 agosto 1952 – 4 ottobre 2021) è stato un lunghista sovietico, campione europeo del salto in lungo a Roma 1974 e medaglia di bronzo olimpica a Mosca 1980.

## Biografia
Si mise in evidenza ai Campionati europei juniores del 1970 quando conquistò ben tre medaglie d'oro: nel salto in lungo, nel salto triplo e con la staffetta 4x100 m.
Partecipò per la prima volta ai Giochi Olimpici a Monaco di Baviera 1972 quando, appena ventenne, giunse nono nella finale di salto in lungo.
Nel 1973 fu primo alle Universiadi di Mosca stabilendo il suo primato personale con 8,15 m e l'anno successivo si aggiudicò il titolo di campione europeo a Roma con 8,12 m.
Il 1976 fu l'anno della sua seconda partecipazione alle Olimpiadi ma ottenne una prestazione al di sotto delle sue aspettative: con un salto di 7,88 non andò oltre il settimo posto.
Riuscì finalmente a salire sul podio olimpico a Mosca 1980 quando riuscì a migliorare il suo primato personale saltando 8,18 m e aggiudicandosi la medaglia di bronzo.

## Palmarès
| Anno | Manifestazione   | Sede              | Evento            | Risultato | Prestazione | Note |
| ---- | ---------------- | ----------------- | ----------------- | --------- | ----------- | ---- |
| 1970 | Europei juniores | Colombes          | Salto in lungo    | Oro       | 7,87 m      |      |
| 1970 | Europei juniores | Colombes          | Salto triplo      | Oro       | 16,25 m     |      |
| 1970 | Europei juniores | Colombes          | Staffetta 4x100 m | Oro       | 40"18       |      |
| 1973 | Universiadi      | Mosca             | Salto in lungo    | Oro       | 8,15 m      |      |
| 1974 | Europei          | Roma              | Salto in lungo    | Oro       | 8,12 m      |      |
| 1976 | Europei indoor   | Monaco di Baviera | Salto in lungo    | Argento   | 7,79 m      |      |
| 1979 | Europei indoor   | Vienna            | Salto in lungo    | Argento   | 7,86 m      |      |
| 1979 | Universiadi      | Città del Messico | Salto in lungo    | Oro       | 8,16 m      |      |
| 1980 | Giochi olimpici  | Mosca             | Salto in lungo    | Bronzo    | 8,18 m      |      |

## Altre competizioni internazionali
1973
- Coppa Europa di atletica leggera ( Edimburgo)
- Oro in Coppa Europa ( Edimburgo), salto in lungo - 8,20 m (w)

1975
- Argento in Coppa Europa ( Nizza), salto in lungo - 7,92 m

1977
- Argento in Coppa Europa ( Helsinki), salto in lungo - 7,94 m

1979
- Bronzo in Coppa Europa ( Torino), salto in lungo - 7,95 m